# 孫臏拳
孫臏拳（そんぴんけん）は、紀元前4世紀頃の中国戦国時代の斉の武将である孫臏兵法で有名な孫臏（孫臏）によって創始されたとされている中国武術の一つである。外家拳に分類される。孫臏が創始したといわれているが、山東の奇拳とも呼ばれ、伝説の域を出ない。

## 概要
孫臏の能力に及ばないと感じた龐涓によって軟禁された際に、武術の技を一日一日書き留め続け、年間365手の武術が完成しこれが今日の孫臏拳と言われている。清朝末期から栄え、張景春が楊金嶺、魏金鳳、楊明斎などのわずか3名の弟子に伝え、さらにその門徒により広く普及した。民国時代になると国術館でも教授されたが、国共内戦後は楊明斎から学んだ高芳先が国民党の蒋介石とともに台湾へ渡り、伝わったことでさかんに行われるようになった。そのため台湾では孫臏拳国際連盟が発足し、世界中に普及活動を展開している。

## 特徴
孫臏拳は別名、「長袖拳（ちょうしゅうけん）」と呼ばれる。大昔の漢民族は大袖の上着を着ており、その長袖を駆使し敵と戦う方法があったため、攻撃するときに袖が風を切る音が非常に効果的であったとされる。一説によると袖の裏に古銭を縫いつけることで暗器として鞭のように相手に打ちつけていたり、別の説では殺意を暗蔵する目的で長袖に覆い隠したともいわれる。
拳打は急所を狙うことに主眼を置いているため独特な象鼻拳を多用している。象鼻拳の形は空手の中高一本拳の形と同じで中指の第2関節を突き出した握拳であり、また屋根瓦を重ねた形の掌法である瓦楞掌（がちょうしょう）や両足を交差させる歩法でT字形に踏み込む孫臏歩が用いられる。
拳法は大架96手、中架32手、小架74手、四套108手、五套55手の5つの套路計365手が連環することで一つの套路を構成している。兵器の套路もあり孫臏が足が不自由で松葉杖をついていたことによる孫臏拐がある。

## 套路
- 拳法：孫臏三十二手、小架六十四手、大架九十六手、一百六十三手散手、大架第一段九十六手、中架第二段三十二手、小架第三段七十四手、四架第四段一零八手、五架第五段五十五手、一零八式孫臏拳捶、六十手
- 兵器：孫臏拐、子午剣、五虎槍、四封刀、迎門棍、日月燕翅圏